# Petra Airlines
Pour les articles homonymes, voir Petra.
Enjoy the Journey and the DESTINATION
Petra Airlines  est une compagnie aérienne basée à Amman en Jordanie. Fondée en 2005 par le RUM Group (qui possédait aussi la défunte Air Rum), elle n’a acquis son premier appareil, un Airbus A320, qu’en 2010.
Elle a commencé son activité en proposant des vols charters pour la Turquie, l’Arabie saoudite, l’Égypte, l’Italie, la Libye et l’Arménie.
En décembre 2012, elle a reçu les autorisations nécessaires pour proposer des vols réguliers low cost. Ainsi à partir de mars 2013, elle deviendra la première compagnie aérienne à bas prix de Jordanie et devrait proposer des vols pour Istanbul et Djeddah au départ de l’aéroport international Reine-Alia d’Amman.
En janvier 2015, Air Arabia annonce le rachat de 49 % de Petra Airlines et le nom de la compagnie sera modifie futurement en Air Arabia Jordan, ayant sa base à l'Aéroport international Reine-Alia. Les 51 % du capital restants sont toujours propriété de RUM Group.

## Destinations
Petra Airlines  assure des vols charters pour :
Turquie
- Istanbul
- Antalya
- Bodrum
- Dalaman

Arabie saoudite
- Djeddah
- Médine

Égypte
- Charm el-Cheikh
- Hurghada

Italie
- Milan

Libye
- Tripoli

Arménie
- Erevan

## Flotte
En janvier 2014, la flotte de Petra Airlines  est composée de deux Airbus A320. 

Trois autres A320 doivent intégrer sa flotte dans les années à venir.